# La grieta
La grieta es una película de ciencia ficción y terror dirigida por Juan Piquer Simón. Rodada en los Estudios Verona de Tres Cantos, contaba con Jack Scalia, actor célebre de telefilms norteamericanos, R. Lee Ermey, Ray Wise y varios actores españoles como Frank Braña, Emilio Linder y Pocholo Martínez-Bordiu.

## Argumento
La película trata de unos marineros de la OTAN que deben averiguar lo sucedido a un batiscafo perdido en la grieta de Dannekin, en el fondo del mar, cerca de Noruega. Al llegar, descubren una cueva subterránea repleta de monstruos provocados por experimentos genéticos.

## Reparto
- Jack Scalia como Wick Hayes.
- R. Lee Ermey como el capitán Phillips.
- Ray Wise como Robbins.
- Deborah Adair como la teniente Nina Crowley.
- John Toles-Bey como Joe Kane.
- Ely Pouget como Ana Rivera.
- Emilio Linder como Philippe.
- Tony Isbert como Fleming.
- Álvaro Labra como Carlo.
- Luis Lorenzo como Francisco.
- Frank Braña como Muller.
- Pocholo Martínez-Bordiú como Sven.

## Producción
La parte principal del rodaje de esta película cinematográfica duró ocho semanas. Además, se necesitaron otras catorce semanas para grabar los efectos especiales de esta película. También hay que añadir que el director necesitó un traductor para poder dar instrucciones, ya que no hablaba inglés.